# 啤酒純釀法
啤酒純釀法（德語：Reinheitsgebot）是德國的一項關於啤酒成分的法令，該法令的前身可追溯至中世紀的神聖羅馬帝國及1516年的巴伐利亞公國。

## 內容
啤酒純釀法的主要內容是限制啤酒的成分，只允許使用大麥、啤酒花以及清水釀造啤酒。在發現酵母菌在釀酒過程中的功能後，法規也針對此做了修正，改為四種成分。
此法規大幅地影響了德國的啤酒文化，雖然今日的德國已經允許以調和啤酒飲料的名義上市的含它類調味成分的啤酒。但是傳統的無添加啤酒依然是主流。

## 歷史
最早施行啤酒純淨法的是慕尼黑公國，在1506年慕尼黑公國與巴伐利亞公國再度合併。此法規也被納入巴伐利亞的法條中，並在1516年由巴伐利亞公爵威廉四世正式頒佈。